# Marie Louise Nignan Bassolet
 (novembre 2023).
Marie Louise Nignan-Bassolet est une femme politique burkinabè. Elle est la première femme à occuper  le post de ministre de la justice au Burkina-Faso de 1982 à 1983,,.

## Biographie

### Carrière professionnelle
Professeur d'anglais de formation, elle a été ministre de la Justice, Garde des Sceaux dans le gouvernement du CMRPN de 1980 à 1982.
Elle est la promotrice, depuis 1998, du Lycée Universalis.